# Euchroea aurostellata
Euchroea aurostellata är en skalbaggsart som beskrevs av Leon Fairmaire 1898. Euchroea aurostellata ingår i släktet Euchroea och familjen Cetoniidae. Inga underarter finns listade i Catalogue of Life.